# Alucita karadagica
Alucita karadagica — вид метеликів родини віялокрилок (Alucitidae).

## Поширення
Ендемік України. Відомий лише у Криму. Голотип знайдений у 1988 році на Карадазькій біостанції. Описаний у 2000.